# Turniej o Brązowy Kask 2001
Turniej o Brązowy Kask 2001 – zawody żużlowe, organizowane przez Polski Związek Motorowy dla zawodników do 19. roku życia. W sezonie 2001 rozegrano dwa turnieje półfinałowe oraz finał.

## Finał
- 6 września 2001 r. (czwartek), Gorzów Wielkopolski

| Msc. | Zawodnik              | Klub                  | Pkt |             |  |
| ---- | --------------------- | --------------------- | --- | ----------- |  |
| 1    | Rafał Szombierski     | RKM Rybnik            | 15  | (3,3,3,3,3) |  |
| 2    | Robert Miśkowiak      | Polonia Piła          | 13  | (3,2,3,3,2) |  |
| 3    | Zbigniew Czerwiński   | Włókniarz Częstochowa | 12  | (3,2,2,3,2) |  |
| 4    | Łukasz Jankowski      | Unia Leszno           | 11  | (2,3,1,2,3) |  |
| 5    | Krzysztof Kasprzak    | Unia Leszno           | 11  | (3,1,2,2,3) |  |
| 6    | Janusz Kołodziej      | Unia Tarnów           | 9   | (0,3,1,2,3) |  |
| 7    | Łukasz Romanek        | RKM Rybnik            | 9   | (0,1,3,3,2) |  |
| 8    | Marek Cieślewicz      | Wybrzeże Gdańsk       | 9   | (2,2,2,2,1) |  |
| 9    | Łukasz Stanisławski   | Polonia Bydgoszcz     | 7   | (2,3,u,d,2) |  |
| 10   | Łukasz Loman          | Kolejarz Rawicz       | 5   | (1,0,3,t,1) |  |
| 11   | Tomasz Gapiński       | Polonia Piła          | 5   | (1,1,2,1,0) |  |
| 12   | Robert Umiński        | Polonia Bydgoszcz     | 3   | (0,2,0,1,0) |  |
| 13   | Artur Bogińczuk       | WTS Wrocław           | 3   | (2,0,t,1,0) |  |
| 14   | Michał Szczepaniak    | Iskra Ostrów Wlkp.    | 3   | (1,0,1,0,1) |  |
| 15   | Piotr Świderski       | WTS Wrocław           | 2   | (1,0,0,0,1) |  |
| 16   | Dawid Bendzera        | Unia Tarnów           | 2   | (0,1,1,w,d) |  |
|      | rez. Norbert Kościuch | Unia Leszno           | 0   | (0)         |  |
|      | rez. Jakub Śpiewanek  | Stal Gorzów Wlkp.     | 1   | (1)         |  |